# NN-255
La carretera NN‑255 es una vía departamental secundaria situada en el departamento de León, al occidente de Nicaragua. Con una longitud de 23.95 kilómetros, esta vía conecta el empalme de Larreynaga con la comunidad rural de Tolapa, mejorando la conectividad en zonas agrícolas y rurales. Fue inaugurada en 2024 por el MTI como parte del plan de expansión vial departamental.

## Trazado y cruces
La siguiente tabla muestra su recorrido, localidades y principales conexiones:
| km    | Localidad            | Departamento | Conexión / Ruta |
| ----- | -------------------- | ------------ | --------------- |
| 0.0   | Empalme a Larreynaga | León         |                 |
| 10.2  | Comunidad intermedia | León         |                 |
| 23.95 | Calle Real de Tolapa | León         |                 |